# Erik Jones

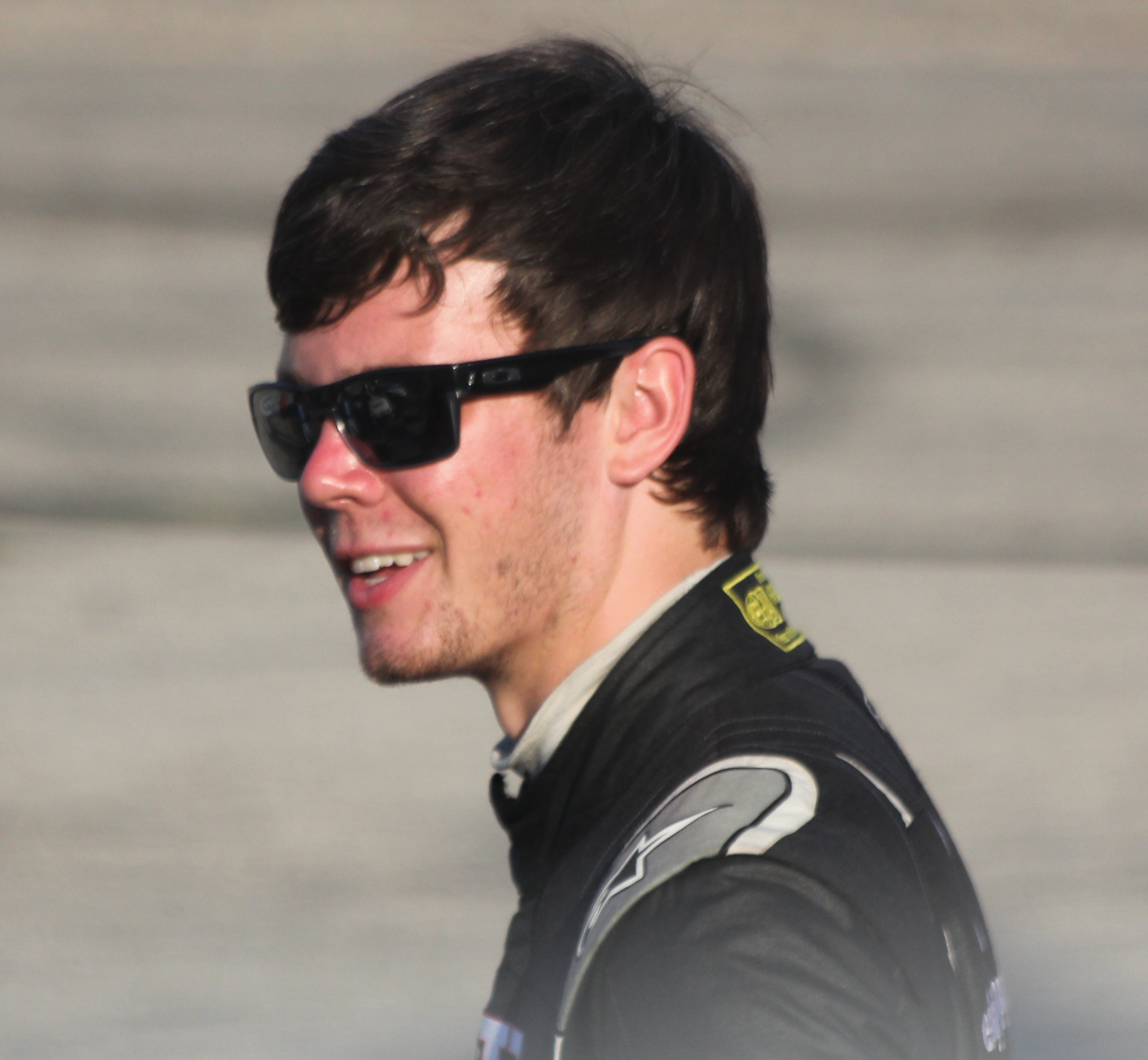
Erik Jones, fotografiado en 2016.

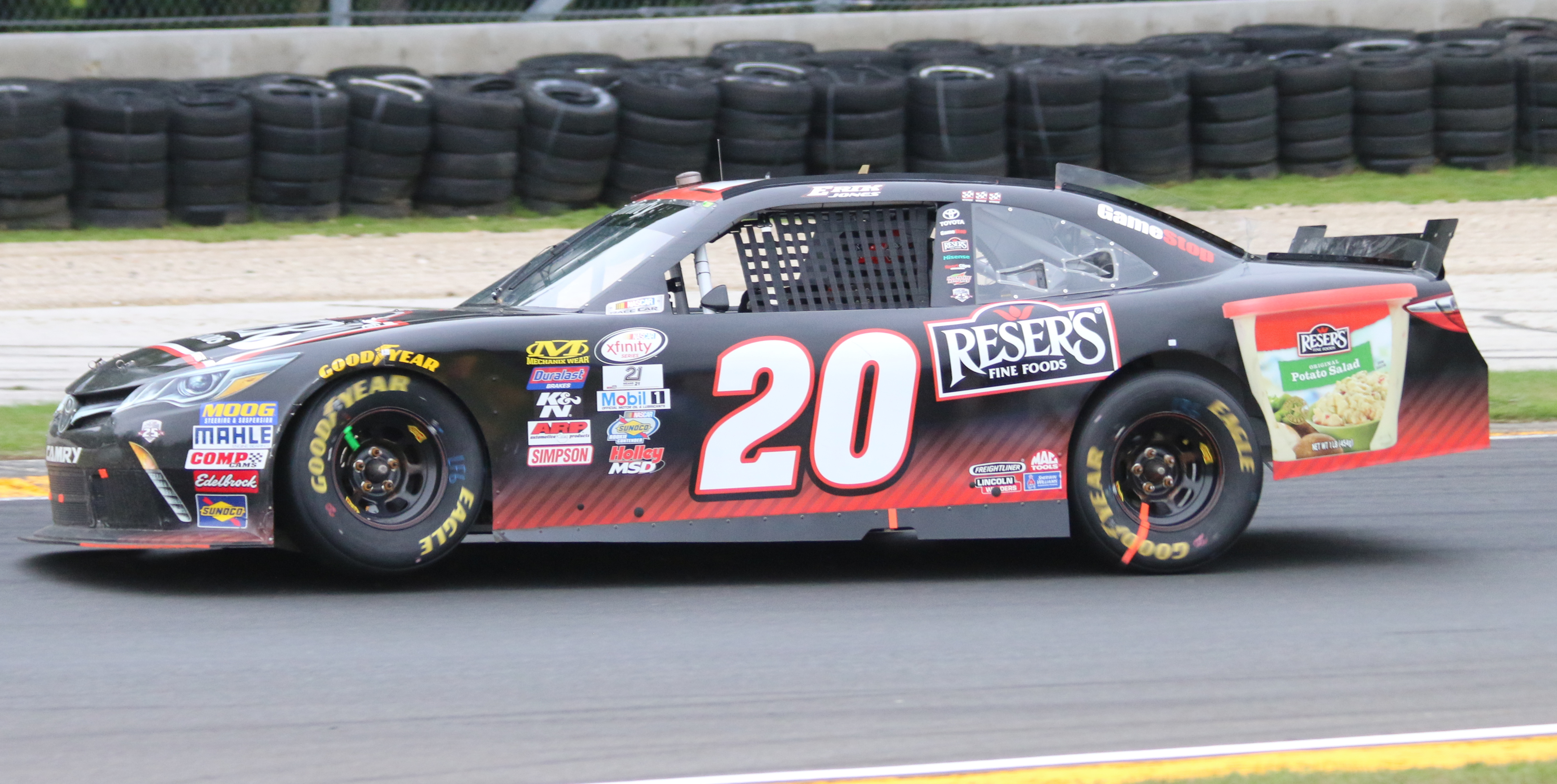
Toyota Camry número 20 de Erik Jones durante la fecha de la NASCAR Xfinity Series en Road America 2016.

Erik Jones (nacido el 30 de mayo de 1996 en Byron, Míchigan) es un piloto de automovilismo de velocidad estadounidense, que compite en stock cars. Actualmente compite en la Copa NASCAR, conduciendo el chevrolet camaro número 43 de Legacy Motor Club. Logró el título de la NASCAR Truck Series en 2015.

## Inicios
Jones empezó su carrera a los 7 años, en midget pequeños (quarter-midget, que tienen un tamaño de un cuarto con respecto a los midgets normales); luego pasó a los stock cars a los 13 años, y empezó compitiendo en la ASA Late Model Series en 2010, ganando dos carreras. Pasando al CRA All-Star Tour en 2011, ganó el campeonato en su primer año con dos triunfos y 6 top 5. 
Jones pasó a correr en ARCA siendo el primer piloto en competir la serie con 15 años de edad; compitió en 10 de las 19 carreras, logrando cuatro top 5. Al año siguiente, logró una victoria y un segundo lugar en cuatro carreras.
También ganó el Snowball Derby de 2012 y 2013, y el Winchester 400 de 2013, 2014 y 2015.

## NASCAR
Debutó en la NASCAR en 2013, al disputar cinco carreras en la NASCAR Truck Series. Con una Toyota de Kyle Busch, terminó todas las carreras entre los cinco primeros, incluyendo una victoria y un segundo lugar. Al año siguiente, corrió 12 fechas en la categoría, logrando tres victorias y 8 top 10, mientras que participó en tres carreras de la NASCAR Nationwide Series para Joe Gibbs, logrando tres top 10.
Al tener 18 años de edad, Jones pudo competir de toda la temporada de la NASCAR Truck Series en 2015, ya que anteriormente solo podía competir en circuitos, y ovalos que miden 1,1 millas de longitud o menos, según el reglamento de la categoría para pilotos de 16 y 17 años. Con 3 triunfos, 11 top 5 y 20 top 10 en 23 fechas, logró el título de pilotos. Mientras que, para Joe Gibbs, disputó 23 carreras en la NASCAR Xfinity Series, en donde obtuvo 2 victorias y 13 top 5, y debutó en la Copa NASCAR al disputar tres carreras, logrando como mejor resultado un 12º lugar.
En 2016, Jones ascendió a la NASCAR Xfinity Series como piloto regular de la serie para Joe Gibbs. Con cuatro victorias en la temporada regular, se clasificó a la postemporada, en la que alcanzó la carrera por el campeonato. Terminó noveno en la última carrera, de modo que quedó cuarto en el campeonato, detrás de Daniel Suárez, Elliott Sadler y Justin Allgaier., con un total de 15 top 5.
Jones compitió regularmente en la Copa NASCAR 2017 en un Toyota de Furniture Row. Obtuvo 5 top 5 para terminar 19º en el campeonato y se llevó el título de Novato del Año. En 2018 pasó al equipo de Joe Gibbs y logró su primera victoria en la categoría en las 400 Millas de Daytona. Se clasificó a la postemporada pero duró una ronda eliminatoria y terminó 15º en el campeonato con 9 top 5. En la temporada siguiente, nuevamente quedó eliminado en la primera ronda de la postemporada, finalizando 16º en la temporada con una victoria en las 500 Millas Sureñas de Darlington y 10 llegadas entre los cinco primeros.